# Зверопой
«Зверопо́й» (англ. Sing, буквально переводится «Пой») — американский компьютерно-анимационный комедийный мюзикл производства компании Illumination. Режиссёром и сценаристом выступил Гарт Дженнингс, сорежиссёром — Кристоф Лурделе. Роли озвучивали Мэтью Макконахи, Риз Уизерспун, Сет Макфарлейн, Скарлетт Йоханссон, Джон Райли, Ник Кролл, Тэрон Эджертон и Тори Келли.
Мультфильм был показан 11 сентября 2016 года в международном кинофестивале в Торонто, премьера была показана в Microsoft Theater 3 декабря 2016 года, был выпущен в США 21 декабря 2016 года, в СНГ (не во всём) — 2 марта 2017 года. В фильме присутствует более 85 композиций известных исполнителей, в том числе оригинальный саундтрек от Стиви Уандера и Арианы Гранде — песня «Faith», которая была номинирована на премию «Золотой глобус». Фильм получил в целом смешанные отзывы и собрал 634 миллиона долларов по всему миру.
Продолжение под названием «Зверопой 2» вышло 22 декабря 2021 года.

## Сюжет
В мире антропоморфных животных коала Бастер Мун владеет театром. Он любит эстраду с тех пор, как отец взял его ребёнком на музыкальное шоу. Однако у его театра финансовые проблемы. Чтобы как-то выправить ситуацию, он придумывает устроить конкурс пения с призовым фондом в $ 1000, о чём говорит своему другу, барану Эдди. Помощница Бастера мисс Ползли, пожилая игуана со вставным глазом, по ошибке добавляет два нуля в рекламные листовки, отчего сумма приза становится $ 100 000, а затем случайно отправляет их в окно, ветер подхватывает их и раскидывает по улицам.
Животные со всего города собираются на прослушивание. После первого отбора остаются, среди прочих, домохозяйка и мать 25 поросят свинья Розита, уличный музыкант-саксофонист мышь Майк; сын лидера банды грабителей горилла Джонни и самка дикобраза Эш, аккомпанирующая своему бойфренду, Лансу. Сам Ланс прослушивание не проходит. Розита назначена в пару с другим конкурсантом, свином-танцором по имени Гюнтер. Застенчивая слониха-подросток Мина не смогла выступить из-за страха перед аудиторией.
Бастер обнаруживает, что листовки напечатаны с неверным призом в размере $ 100 000, а денег у него нет, он всё равно продолжает конкурс и начинает репетиции участников. Он убеждает Эдди организовать визит к его богатой бабушке, бывшей оперной певице и театральной актрисе Нейне Нудлман, чтобы убедить её проспонсировать конкурс. Она не решается вложить деньги, но соглашается посмотреть закрытый показ шоу. В то же время воодушевлённая своим дедом Мина пытается попросить Бастера дать ей ещё один шанс, но вместо этого получает должность работника сцены. Когда некоторые из других участников выбывают по различным причинам, её добавляют как участницу без прослушивания.
Отдельные проблемы исполнителей начинают мешать репетициям. Мина никак не может преодолеть страх перед сценой. Майк, решивший, что гарантированно получит приз, покупает в кредит автомобиль своей мечты, дабы произвести впечатление на симпатичную мышку Нэнси. С помощью шулерских приёмов он выигрывает в карты крупную денежную сумму у банды медведей в ночном клубе, но его раскрывают и требуют возврата денег под угрозой расправы. Эш обнаруживает, что Ланс изменяет ей с некой Бекки, она убита горем и не в состоянии петь. Рефлексируя о произошедшем, она пишет собственную песню. Многодетная мать Розита не успевает участвовать в репетициях с Гюнтером, так как постоянно занята родительскими обязанностями, а её муж очень много работает. Для упрощения быта она строит автомат, но из-за оставленного на проходе мяча его работа оборачивается катастрофой. Джонни разрывается между необходимостью помочь своему отцу Маркусу, в качестве водителя банды, и репетициями. Пытаясь совместить и то и то, он не успевает на очередное ограбление, и его отца и всю банду арестовывают. Джонни хочет украсть призовые деньги, но обнаруживает заметки Бастера, где тот называет Джонни прирождённым певцом, и решает продолжать репетиции.
Бастер вместе с Миной строит в театре резервуар с водой и подсветкой из живых кальмаров. Перед началом закрытого прослушивания для Нейны медведи ловят Майка и врываются в театр, требуя деньги от Бастера. Они разбивают сундук, содержащий призовые деньги, но вместо денег там оказывается куча всякого барахла. Члены банды и все исполнители разом выходят на сцену, из-за чего стеклянный резервуар с водой трескается, и вырвавшаяся на свободу вода разрушает театр. Банк забирает у Муна территорию театра в качестве платы за кредит. Бастер, который раньше жил в ящике своего письменного стола, поселяется у Эдди. Конкурсанты приходят к нему и пытаются подбодрить, но он слишком подавлен, чтобы слушать их. Он пытается начать всё сначала и устраивает уличную автомойку с тем же ведром, что использовал его отец, чтобы заработать деньги на его театр.
Во время работы Бастер слышит, как на руинах театра Мина в наушниках поёт песню «Hallelujah». Вдохновлённый её вокалом, он собирается восстановить шоу, но без призовых денег, и все участники, кроме Майка, соглашаются. Они воздвигают на развалинах импровизированный зал и сцену и созывают всех желающих. Поначалу зрителей мало, в основном это семьи Розиты и Мины, но также присутствуют телерепортёры, транслирующие шоу в прямом эфире.
Шоу открывают Розита и Гюнтер, исполняющие песню «Shake It Off», на шоу приходит всё больше зрителей. Майк слышит, как зрители хвалят их, и от зависти решает всё же присоединиться. Джонни исполняет песню «I’m Still Standing», чем поражает отца, слышащего трансляцию по тюремному телевизору. Маркус сбегает из тюрьмы, чтобы примириться с сыном. Перед началом выступления Эш на сцену выходит работница банка Джудит, которая отключает всю аппаратуру и заявляет, что земля принадлежит банку. Тем не менее Эш, поддерживаемая зрителями, всё равно начинает исполнение песни своего сочинения «Set It All Free». Джудит вынуждена отступить. Ланс смотрит это выступление по ТВ и понимает, что Эш намного талантливее, чем он думал. Майк исполняет песню «My Way». Его замечают медведи из банды и собираются съесть, но Нэнси, которая также слышала его выступление, спасает его. В конце шоу Мина преодолевает свои страхи и поёт песню «Don’t You Worry 'bout a Thing», от которой публика просто сходит с ума. Шоу настолько успешно, что впечатляет Нейну, находившуюся в зале. Она готова выкупить и спонсировать всё, театр восстанавливается и открывается заново.

## Роли озвучивали
| Актёр              | Роль                                 |
| ------------------ | ------------------------------------ |
| Мэттью Макконахи   | коала Бастер Мун                     |
| Тэрон Эджертон     | горилла Джонни                       |
| Риз Уизерспун      | свинья Розита                        |
| Скарлетт Йоханссон | дикобразиха Эш                       |
| Тори Келли         | слониха Мина                         |
| Сет МакФарлейн     | мышь Майк                            |
| Ник Кролл          | свин Гюнтер                          |
| Гарт Дженнингс     | игуана мисс Ползли секретарь Бастера |
| Джон Си Райли      | баран Эдди друг Бастера              |
| Дженнифер Сондерс  | овца Нейна Нудлман бабушка Эдди      |
| Дженнифер Хадсон   | молодая Нейна                        |
| Питер Серафинович  | горилла Маркус отец Джонни           |
| Адам Бакстон       | горилла Стэн                         |
| Ник Офферман       | свин Норман муж Розиты               |
| Бек Беннет         | дикобраз Ланс парень Эш              |
| Тара Стронг        | дикобразиха Бекки                    |
| Тара Стронг        | мышь Нэнси подружка Майка            |
| Джей Фароа         | слон, дедушка Мины                   |
| Ларейн Ньюман      | слониха, бабушка Мины                |
| Лесли Джонс        | слониха, мама Мины                   |
| Реа Перлман        | лама Джудит из банка                 |
| Билл Фармер        | такса Боб репортёр                   |
| Уэльс А́ндерсон     | жираф Дэниел                         |
| Эдгар Райт         | козёл                                |
| Таунсенд Коулмэн   | бык банкир                           |
| Джим Каммингс      | медведи                              |
| Джесс Харнелл      | второстепенные персонажи             |

## Саундтрек
Саундтрек включает в себя классические песни, исполненные актёрским составом фильма, а также песню «Faith», которая была написана специально для фильма и исполнена Стиви Уандером и Арианой Гранде. Саундтрек был выпущен Republic Records 9 декабря 2016 года, а фильм был выпущен 21 декабря 2016 года.

### Standard edition
| №   | Название                              | Автор(ы)                                                       | исполнитель(ли)                 | Длительность |
| --- | ------------------------------------- | -------------------------------------------------------------- | ------------------------------- | ------------ |
| 1.  | «Faith»                               | Ryan Tedder Benny Blanco                                       | Stevie Wonder Ariana Grande     | 2:42         |
| 2.  | «Gimme Some Lovin'»                   | Steve Winwood Spencer Davis Muff Winwood                       | The Spencer Davis Group         | 2:54         |
| 3.  | «The Way I Feel Inside»               | Rod Argent                                                     | Taron Egerton                   | 1:28         |
| 4.  | «Let's Face the Music and Dance»      | Irving Berlin                                                  | Seth MacFarlane                 | 2:54         |
| 5.  | «I Don't Wanna»                       | Garth Jennings Dave Bassett                                    | Scarlett Johansson Beck Bennett | 1:24         |
| 6.  | «Venus»                               | Robbie van Leeuwen                                             | Reese Witherspoon Nick Kroll    | 2:30         |
| 7.  | «Auditions»                           |                                                                | Sing Cast                       | 2:47         |
| 8.  | «Bamboléo»                            | Simón Diaz Chico Bouchikhi Nicolas Reyes                       | Gipsy Kings                     | 3:25         |
| 9.  | «Hallelujah»                          | Leonard Cohen                                                  | Tori Kelly                      | 3:27         |
| 10. | «Under Pressure»                      | Freddie Mercury Brian May Roger Taylor John Deacon David Bowie | Queen David Bowie               | 4:05         |
| 11. | «Shake It Off»                        | Taylor Swift Max Martin Shellback                              | Nick Kroll Reese Witherspoon    | 2:00         |
| 12. | «I'm Still Standing»                  | Elton John (music) Bernie Taupin (lyrics)                      | Taron Egerton                   | 3:07         |
| 13. | «Set It All Free»                     | Dave Bassett                                                   | Scarlett Johansson              | 3:34         |
| 14. | «My Way»                              | Paul Anka Claude François Jacques Revaux                       | Seth MacFarlane                 | 4:16         |
| 15. | «Don't You Worry 'bout a Thing»       | Stevie Wonder                                                  | Tori Kelly                      | 4:01         |
| 16. | «Golden Slumbers / Carry That Weight» | Lennon–McCartney                                               | Jennifer Hudson                 | 3:40         |

| №   | Название              | Автор(ы)                     | Исполнитель (ли)        | Длительность |
| --- | --------------------- | ---------------------------- | ----------------------- | ------------ |
| 17. | «Pennies from Heaven» | Arthur Johnston Johnny Burke | Seth MacFarlane         |              |
| 18. | «Pon de Floor»        |                              | Major Lazer Vybz Kartel |              |

### Deluxe edition
| №   | Название                                           | Автор(ы)                                                                                  | Исполнитель (ли)                | Длительность |
| --- | -------------------------------------------------- | ----------------------------------------------------------------------------------------- | ------------------------------- | ------------ |
| 1.  | «Faith»                                            | Ryan Tedder Benny Blanco                                                                  | Stevie Wonder Ariana Grande     | 2:42         |
| 2.  | «Gimme Some Lovin'»                                | Steve Winwood Spencer Davis Muff Winwood                                                  | The Spencer Davis Group         | 2:54         |
| 3.  | «The Way I Feel Inside»                            | Rod Argent                                                                                | Taron Egerton                   | 1:28         |
| 4.  | «Let's Face the Music and Dance»                   | Irving Berlin                                                                             | Seth MacFarlane                 | 2:54         |
| 5.  | «I Don't Wanna»                                    | Garth Jennings David Bassett                                                              | Scarlett Johansson Beck Bennett | 1:24         |
| 6.  | «Venus»                                            | Robbie van Leeuwen                                                                        | Reese Witherspoon Nick Kroll    | 2:30         |
| 7.  | «Auditions»                                        |                                                                                           | Sing Cast                       | 2:47         |
| 8.  | «Around the World»                                 | Thomas Bangalter Guy Manuel De Homem-Christo                                              | Señor Coconut & his Orchestra   | 2:46         |
| 9.  | «Bamboléo»                                         | Tonino Baliardo Chico Bouchikhi Nicolas Reyes                                             | Gipsy Kings                     | 3:25         |
| 10. | «The Wind»                                         |                                                                                           | Cat Stevens                     | 1:43         |
| 11. | «Hallelujah»                                       | Leonard Cohen                                                                             | Tori Kelly                      | 3:27         |
| 12. | «Under Pressure»                                   | Freddie Mercury Brian May Roger Taylor John Deacon David Bowie                            | Queen David Bowie               | 4:05         |
| 13. | «Shake It Off»                                     | Taylor Swift Max Martin Shellback                                                         | Nick Kroll Reese Witherspoon    | 2:00         |
| 14. | «I'm Still Standing»                               | Elton John (music) Bernie Taupin (lyrics)                                                 | Taron Egerton                   | 3:07         |
| 15. | «Set It All Free»                                  | Dave Bassett                                                                              | Scarlett Johansson              | 3:34         |
| 16. | «My Way»                                           | Paul Anka Claude François Jacques Revaux Gilles Thibault                                  | Seth MacFarlane                 | 4:16         |
| 17. | «Don't You Worry 'bout a Thing»                    | Stevie Wonder                                                                             | Tori Kelly                      | 4:01         |
| 18. | «Golden Slumbers / Carry That Weight»              | Lennon–McCartney                                                                          | Jennifer Hudson                 | 3:40         |
| 19. | «Out to Lunch (End Titles)»                        |                                                                                           | Joby Talbot                     | 4:24         |
| 20. | «Listen to the Music»                              | Tom Johnston                                                                              | Tiki Pasillas                   | 2:15         |
| 21. | «Hallelujah» (duet version)                        |                                                                                           | Jennifer Hudson Tori Kelly      | 3:28         |
| 22. | «Don't You Worry 'bout a Thing» (acoustic version) |                                                                                           | Tori Kelly                      | 3:17         |
| 23. | «Oh.My.Gosh»                                       | Onika Maraj Jamal Jones Jonathan Solone-Myvett Ernest Clark Marcos Palacios Sir Mix-a-Lot | The Bunnies                     | 2:11         |

### Чарты

#### Еженедельные графики
| Чарт (2016—2017)                  | Наивысшая позиция |
| --------------------------------- | ----------------- |
| Австралия (ARIA)                  | 2                 |
| Бельгия/Фландрия (Ultratop)       | 106               |
| Канада (Canadian Albums Chart)    | 23                |
| Япония (Oricon)                   | 2                 |
| Новая Зеландия (RMNZ)             | 10                |
| Республика Корея (Circle)         | 41                |
| Республика Корея (Gaon)           | 3                 |
| Испания (PROMUSICAE)              | 83                |
| Великобритания (UK Albums Chart)  | 6                 |
| США (Billboard Digital Albums)    | 3                 |
| США (Billboard 200)               | 8                 |
| США (Billboard Kid Albums)        | 2                 |
| США (Billboard Soundtrack Albums) | 2                 |

#### Последний год
| Чарт (2017)                      | Позиция |
| -------------------------------- | ------- |
| Australian Albums (ARIA)         | 15      |
| US Billboard 200                 | 65      |
| US Soundtrack Albums (Billboard) | 8       |

| Чарт (2018)                      | Позиция |
| -------------------------------- | ------- |
| US Soundtrack Albums (Billboard) | 15      |

#### Сертификация
| Регион                                                      | Сертификация | Продажи |
| ----------------------------------------------------------- | ------------ | ------- |
| Австралия (ARIA)                                            | Золотой      | 35 000^ |
| ^ Данные о тиражах приведены только на основе сертификации. |              |         |

## Приём

### Кассовые сборы
"Зверопой" собрал 270,3 миллиона долларов в США и Канаде и 363,8 миллиона долларов на других территориях, что в сумме составляет 634,1 миллиона долларов по всему миру при производственном бюджете в 75 миллионов долларов. Deadline подсчитал, что чистая прибыль от фильма составила 194,2 миллиона долларов, если сложить вместе все расходы и доходы от фильма, что сделало его 7-м по прибыльности релизом 2016 года.
В Северной Америке фильм открылся вместе с кинокартинами «Пассажиры» и «Кредо убийцы» и ожидалось, что за первые шесть дней после выхода в прокат будет собрано около 70 миллионов долларов в 4022 кинотеатрах. Фильм собрал 1,7 миллиона долларов во время показа во вторник вечером. В первый уик-энд он собрал 35,2 миллиона долларов (всего за шесть дней — 75,5 миллиона долларов), заняв второе место по кассовым сборам после фильма «Изгой-один. Звёздные войны: Истории», прокатываемого вторую неделю. Он вырос на 21 % во второй уик-энд до 42,9 млн долларов, оставаясь вторым, и собрал 20,8 млн долларов на третьей неделе, заняв третье место. «Зверопой» является самым кассовым фильмом, который никогда не финишировал первым в прокате в Северной Америке, побив кинокартину «Моя большая греческая свадьба» (241,4 миллиона долларов в 2002 году).

### Оценки критиков
Согласно агрегатору рецензий Rotten Tomatoes, фильм имеет коэффициент одобрения 72 % на основе 182 рецензий и средний рейтинг 6,49/10. По мнению критиков сайта, «„Зверопой“ предлагает красочно анимированные, весело нетребовательные развлечения с солидным голосом и сердечной, хотя и знакомой, сюжетной линией, соответствующей названию». На Metacritic фильм имеет средневзвешенную оценку 59 из 100 на основе мнений 37 критиков, что указывает на «смешанные или средние отзывы». Аудитория, опрошенная CinemaScore, поставила фильму среднюю оценку «А» по шкале от A+ до F.
Брайан Труитт из USA Today дал фильму три с половиной звезды из четырех, написав следующее: «В год, полный хитов с говорящими животными, „Зверопой“ не так уж и силён. Особенно наводит на размышления, но наверняка вызывает у вас интерес». В своем обзоре для Los Angeles Times Кэти Уолш назвала «Зверопой» «милым фильмом с по-настоящему забавными моментами (обратите внимание на мойку машин с коалами) и несколькими отличными мелодиями в придачу». Билл Гудикунц из The Arizona Republic был довольно неоднозначен в отношении фильма в своем обзоре и в целом сказал: «„Зверопой“ — это как альбом с хорошей песней здесь и там, но слишком много наполнителя и недостаточно хитов». Рецензируя версию фильма, показанную на Международном кинофестивале в Торонто, Стефан Пейп с британского веб-сайта HeyUGuys дал смешанный обзор 2/5, заявив, что «„Зверопой“ Гарта Дженнингса с самого начала эффективно признаёт, что она следующая совершенно неоригинальная формула, и тем не менее продолжает действовать независимо», в то время как Питер Дебрюге из Variety, который также смотрел фильм во время того же фестиваля, не обнаружил, что в суб-сюжетах есть «глубокие уроки жизни», но в целом похвалил режиссуру Дженнингса, голоса актёров и глупость фильма.

### Награды и номинации
| List of awards and nominations               | List of awards and nominations | List of awards and nominations                                    | List of awards and nominations                                     | List of awards and nominations | List of awards and nominations |
| Награды                                      | Дата                           | Категория                                                         | Получатель(ли)                                                     | Результат                      | Примечания                     |
| -------------------------------------------- | ------------------------------ | ----------------------------------------------------------------- | ------------------------------------------------------------------ | ------------------------------ | ------------------------------ |
| Ежегодная премия AARP за фильмы для взрослых | 6 февраля 2017                 | Лучший фильм для взрослых, которые отказываются расти             | Зверопой                                                           | Номинация                      | [ 55 ]                         |
| Энни                                         | 4 февраля 2017                 | Выдающееся достижение, музыка в производстве анимационных фильмов | Джоби Тэлбот                                                       | Номинация                      | [ 56 ]                         |
| Золотой глобус                               | 8 января 2017                  | Лучший анимационный фильм                                         | Зверопой                                                           | Номинация                      | [ 57 ]                         |
| Золотой глобус                               | 8 января 2017                  | Лучшая песня                                                      | «Faith» — Райан Теддер, Стиви Уандер and Фрэнсис Фарвелл, Старлайт | Номинация                      | [ 57 ]                         |
| Hollywood Music in Media Awards              | 17 ноября 2016                 | Лучшая песня — анимационный фильм                                 | «Faith» — Райан Теддер, Стиви Уандер and Фрэнсис Фарвелл, Старлайт | Номинация                      | [ 58 ] [ 59 ]                  |
| Hollywood Music in Media Awards              | 17 ноября 2016                 | Лучший саундтрек альбом                                           | Sing: Original Motion Picture Soundtrack                           | Номинация                      | [ 58 ] [ 59 ]                  |
| Hollywood Music in Media Awards              | 17 ноября 2016                 | Выдающееся музыкальное сопровождение — кино                       | Джоджо Вильянуэва                                                  | Победа                         | [ 58 ] [ 59 ]                  |
| Kids' Choice Awards                          | 11 марта 2017                  | Любимый анимационный фильм                                        | Зверопой                                                           | Номинация                      | [ 60 ]                         |
| Kids' Choice Awards                          | 11 марта 2017                  | Любимый голос из мультфильма                                      | Риз Уизерспун                                                      | Номинация                      | [ 60 ]                         |
| Kids' Choice Awards                          | 11 марта 2017                  | Most Wanted Pet                                                   | Риз Уизерспун                                                      | Номинация                      | [ 60 ]                         |
| Kids' Choice Awards                          | 11 марта 2017                  | Любимый саундтрек                                                 | Зверопой                                                           | Номинация                      | [ 60 ]                         |
| Сатурн                                       | 28 июня 2017                   | Лучший анимационный фильм                                         | Зверопой                                                           | Номинация                      | [ 61 ]                         |

## Продолжение
В январе 2017 года студии Universal и Illumination объявили о планах по созданию сиквела с участием режиссёра и сценариста Дженнингса, продюсеров Меледандри и Хили, а также оригинального актерского состава. Первоначально фильм должен был выйти в прокат 25 декабря 2020 года, но 12 апреля 2019 года дата выхода была перенесена на 2 июля 2021 года, что позволило выпустить мультфильм «Семейка Крудс 2: Новоселье». Потом 1 апреля 2020 года Universal перенесла дату выхода «Зверопой 2» на 22 декабря 2021 года, а так же перенесла мультфильм «Миньоны: Грювитация» на 2 июля 2021 года из-за влияния пандемии COVID-19 на киноиндустрию.